# Elsenfeld
Elsenfeld település Németországban, azon belül Bajorországban. Lakosainak száma 9370 fő (2023. december 31.). Elsenfeld Forstwald és Erlenbach am Main községekkel határos.

## Népesség
A település népessége az elmúlt években az alábbi módon változott:
| Lakosok száma | 2420 | 7179 | 7370 | 8970 | 8947 | 9015 | 9221 | 9238 | 9122 | 9370 |
|               | 1950 | 1975 | 1987 | 2012 | 2013 | 2015 | 2016 | 2019 | 2021 | 2023 |